# Chapelle des Ursulines (Angers)
Pour les articles homonymes, voir Chapelle des Ursulines.
La chapelle de l’ancien couvent des ursulines, dite chapelle des Ursules, est une des dernières chapelles du XVIIe siècle qui subsiste à Angers. Elle est située juste derrière l'Hôtel de Ville d'Angers.
Adresse : Rue des Ursules, 49000 Angers.

## Description architecturale
La chapelle renferme plusieurs centres d'intérêt : dans l’édifice, nous trouvons la porte d’entrée, chef-d’œuvre de la sculpture Louis XIII et l’immense retable du maître-autel, en marbre de couleur et pierre.  Le retable consacré en 1651 est comparable à ceux de l'école lavalloise, notamment ceux de Pierre Corbineau effectués pour les Ursulines de Château-Gontier.
La chapelle fut consacrée par Henri Arnauld en 1651.

## Historique
- En 1639, la communauté des sœurs de l'Ordre des Ursulines, fait bâtir une chapelle.
- En 1792, la Révolution française expulse les religieuses et convertit la chapelle en magasin pour l’équipement des troupes révolutionnaires. Le mobilier est vendu en partie à l’église de La Daguenière, où il se trouve toujours.
- En 1797, le couvent est vendu en plusieurs lots, à l’exception de la chapelle et d'un bâtiment adjacent.
- En 1799, pour favoriser l’exploitation de tous ces bâtiments éclatés, la rue des Ursules est ouverte à l’emplacement du cloître.
- En 1800, la chapelle retrouve son usage cultuel : on y célèbre la première messe officiellement autorisée à Angers.
- En 1817, la chapelle est réoccupée par les Ursulines.

## Période contemporaine
- En 1910, avec les lois de laïcisation, les Ursulines doivent fermer leur pensionnat. Mais dans les années 1920 elles peuvent revenir s'y installer.

Pour agrandir l’hôtel de ville devenu trop exigu, le conseil municipal achète les bâtiments, à l'exception de la chapelle et y installe provisoirement quelques bureaux.
La chapelle fait l’objet d’une inscription au titre des monuments historiques depuis le 27 novembre 1935.
- En 1949, la chapelle quant à elle est affectée à l’usage du collège Saint-Julien.
- Dès 1951, Diverses manifestations s’y déroulent, notamment organisées par les Compagnons du Masque au Genêt de René Rabault.

la Direction des archives de France préconise-t-elle l’utilisation de la chapelle en salle d’archives, afin de désengorger les greniers exigus des archives municipales de l'Hôtel de Ville. 
- En 1968, la ville d'Angers rachète la chapelle.

- De nos jours, restaurée, elle sert notamment, du fait de son excellente acoustique, de salle de concert.